# 2003
Het jaar 2003 is een jaartal volgens de christelijke jaartelling.

## Gebeurtenissen
Zie voor meer gebeurtenissen de maandartikelen in de infobox.
- In Nederland is 2003 het jaar van de boerderij.
- 2003 is het Europees Jaar van mensen met een handicap.
- De zomer van 2003 is uitgesproken warm. Watergebrek dreigt omdat in het Groene Hart grote hoeveelheden boezemwater worden ingelaten in de polders. Voor het eerst in de geschiedenis wordt besloten, de stroomrichting van de rivier de Amstel om te draaien, zodat de rivier (tijdelijk) zuidwaarts stroomt.
- In Rotterdam maakt men de eerste kapsalon.

januari
- 1 - Griekenland is het komende half jaar voorzitter van de Europese Unie. Het neemt het voorzitterschap over van Denemarken.
- 1 - De gemeente Ravenstein houdt op te bestaan. Ravenstein en de omliggende plaatsen komen bij de gemeente Oss.
- 10 - Noord-Korea zegt het non-proliferatieverdrag op.
- 22 - Verkiezingen van de Tweede Kamer der Staten-Generaal in Nederland.
- 26 - In Shanghai landt een vliegtuig uit Taipei. Het is de eerste vlucht tussen de beide China's sinds 1949.

februari
- 1 - De Spaceshuttle Columbia desintegreert tijdens de terugkeer naar de aarde.
- 4 - Joegoslavië houdt op te bestaan: het parlement van het land neemt een nieuwe grondwet aan, waarbij de unie Servië en Montenegro (Srbija i Crna Góra) ontstaat.
- 7 - In de Colombiaanse hoofdstad Bogota kost een autobom in Club Nogal 36 levens. De aanslag wordt niet opgeëist.
- 10 - Burgemeester Haaksman (VVD) van Delfzijl stapt op na aanhoudende kritiek vanwege zijn rol in een lange reeks affaires, crises en schandalen in zijn gemeente. Oud-minister Annemarie Jorritsma-Lebbink (VVD) wordt kort hierna benoemd tot waarnemend burgemeester.
- 12 - Delfzijl heeft als eerste gemeente in Nederland een "demissionair" college van B en W. Na het aftreden van burgemeester Haaksman besluiten de vier wethouders hun zetels ter beschikking te stellen maar voorlopig wel aan het werk te blijven.
- 15 - Over de hele wereld betogen miljoenen mensen tegen een eventuele oorlog in Irak. De opkomst was het grootst in Rome (3 miljoen), Londen (1 miljoen), Madrid (1,5 miljoen) en Barcelona (1 miljoen). In Brussel trokken er ongeveer 70.000 mensen door de straten, in Amsterdam ongeveer 75.000. Gezamenlijk gelden deze demonstraties als de grootste vredesdemonstratie sinds de Vietnamoorlog. De demonstratie in Rome staat in het Guinness Book of World Records van 2004.
- 18 - Een man sticht brand in een wagon van de Metro van Daegu bij station Chungang-ro. Het vuur en de rook doden 200 mensen.

maart
- 1 - Khalid Sjeik Mohammed, vermoedelijk brein van de aanslagen op 11 september 2001, wordt in Pakistan gearresteerd.
- 6 - Vorst Hans Adam II van Liechtenstein krijgt bij een referendum van zijn onderdanen meer macht. Hij had gedreigd anders in het buitenland te gaan wonen.
- 11 - In de tweede etappe van de wielerwedstrijd Parijs-Nice loopt Andrei Kivilev bij een valpartij ernstig hoofdletsel op, waaraan hij de volgende dag sterft. Naar aanleiding van dit ongeval voert de wielerunie UCI een helmplicht in.
- 12 - De hervormingsgezinde Servische premier Zoran Djindjic komt om bij een moordaanslag.
- 14 - Opening van de Westerscheldetunnel, laatste dag van de autoveerdiensten van de Provinciale Stoombootdiensten in Zeeland over de Westerschelde.
- 15 - De Wereldgezondheidsorganisatie maakt de nieuwe ziekte SARS wereldkundig.
- 18 - In Cuba worden 75 leden van de verboden oppositie gearresteerd; het begin van de Zwarte Lente.
- 20 - In de vroege ochtend vallen Amerikanen en Britten de Iraakse hoofdstad Bagdad aan: het begin van de Irakoorlog.
- 20 - Bij een botsing tussen twee treinen in de Nederlandse stad Roermond overlijdt een machinist.

april
- 9 - Het regime van Saddam Hoessein stort ineen. Bagdad valt in handen van de Amerikaanse troepen.
- 12 - België, huwelijk tussen prins Laurent en Claire Coombs.
- 14 - Het Menselijkgenoomproject is met succes voltooid.
- 18 - Opening van het Nederlands Fotomuseum in het verbouwde Las Palmas aan de Wilhelminapier te Rotterdam.

mei
- 18 - Verkiezingen voor Kamer en Senaat in België. Zie: Belgische federale verkiezingen 2003.

juli
- 1 - Het verdrag tot oprichting van het Internationaal Strafhof treedt in werking. Oorlogsmisdaden vanaf deze datum gepleegd vallen in principe onder de jurisdictie van het Hof.
- 10 - Astronomen vinden in een bolvormige sterrenhoop een exoplaneet, ruim 2 keer zo zwaar als Jupiter, van 13 miljard jaar oud, veel ouder dan alle tot dan toe gevonden planeten.
- 10 - Wikibooks wordt gestart.
- 22 juli - In Sittard overlijdt een 30-jarige orthopedagoge uit Heerlen plotseling tijdens haar werk. Later blijkt ze door haar vriend te zijn vergiftigd.[1] De zaak zal bekend worden als de "pindakaasmoord".[2]

augustus
- 7 - Arcen wordt getroffen door een hittegolf en bereikt een temperatuur van 37,8 °C.
- 14 - Door overbelasting en mogelijk een blikseminslag in Niagara Falls, New York, valt de stroom uit in een deel van de VS en aangrenzend Canada. Het is de grootste stroomuitval in de geschiedenis van de Verenigde Staten.
- 15 - Opstelling van het genadebeeld van Onze Lieve Vrouwe van de Besloten Tuin in de Kluis van Warfhuizen, wat het begin is van de ontwikkeling van Warfhuizen tot bedevaartsoord.
- 17 - Bertus Lüske wordt in de Watergraafsmeer op straat geliquideerd.
- 25 - Lancering in Florida van de Spitzer Space Telescope, een telescoop voor observatie van het heelal in het infrarode golflengtegebied.
- 26 - Dijkverzakking in Wilnis.
- 28 - Oppositie van de planeet Mars. Hij had een schijnbare boogseconden van 25,2.

september
- 4 - De Israëlische luchtmacht vliegt in formatie over Auschwitz, na een uitnodiging van de Poolse luchtmacht.
- 10 - De Zweedse minister van Buitenlandse Zaken Anna Lindh wordt slachtoffer van een steekpartij, enkele dagen voor een referendum over de invoering van de euro. Ze overlijdt de volgende dag aan haar verwondingen.
- 30 - De Franse luchtvaartmaatschappij Air France neemt de KLM over.

oktober
- 1 - De Universiteit Antwerpen wordt opgericht. Het gaat om een fusie tussen de drie bestaande Antwerpse universiteiten. Het wordt zo de op twee na grootste universiteit van Vlaanderen.
- 3 - Na meer dan veertig jaar komt abrupt een einde aan de carrière van het illusionistenduo Siegfried & Roy wanneer Roy door een tijger ernstig wordt verwond.
- 5 - In Amsterdam wordt de verslaafde Anja Joos doodgeschopt door veiligheidsmensen van een supermarkt, omdat zij een blikje limonade zou hebben gestolen. Later wordt in haar kleding het kassabonnetje gevonden.
- 5 - Het Zimbabwaans voetbalelftal wint de zevende editie van de COSAFA Cup door in de finale (over twee wedstrijden) Malawi te verslaan.
- 7 - In een zgn. terugroeping vervangen de kiezers in Californië hun gouverneur Gray Davis door Arnold Schwarzenegger.
- 10 - De Nederlandse regering trekt de toestemmingswet in van het huwelijk tussen Friso van Oranje-Nassau van Amsberg en Mabel Wisse Smit. De bruid heeft volgens premier Balkenende niet de hele waarheid verteld over haar verleden, en met name over haar contacten met de crimineel Klaas Bruinsma.
- 15 - China lanceert de Shenzhou 5 met aan boord Yang Liwei, de eerste taikonaut, Chinese ruimtevaarder. Hiermee wordt China het derde land in de geschiedenis dat met eigen middelen een mens in de ruimte brengt.
- Grootgrutter Albert Heijn begint een prijzenoorlog.
- 16 - Paus Johannes Paulus II viert zijn 25-jarig pontificaat.
- 24 - Apple brengt Mac OS X 10.3, codenaam: Panther, uit.
- 25 - De Russische oligarch Michail Chodorkovski, eigenaar van het Yukosconcern, wordt gearresteerd op beschuldiging van belastingontduiking en fraude. In het westen wordt vermoed dat president Poetin een rijke en machtige tegenstander heeft uitgeschakeld.
- 27 - Opening van het Museo Picasso (Málaga) in de geboorteplaats van de schilder.

november
- 2 - In Georgië worden parlementsverkiezingen gehouden. Pogingen van de regering Edoeard Sjevardnadze om de uitslag naar hun hand te zetten leiden tot een politieke crisis.
- 15 - Het eerste Junior Eurovisiesongfestival wordt gehouden in Kopenhagen, Denemarken. Het winnende land is Kroatië met Dino Jelusić met het nummer Ti si moja prva ljubav met 134 punten.
- 17 - De Japanse magneetzweeftrein Maglev haalt tijdens een onbemande testrit een recordsnelheid van 560 kilometer per uur.
- 23 - Na frauduleus verlopen Georgische parlementsverkiezingen en massale demonstraties als gevolg daarvan onder leiding van Micheil Saakasjvili en Zoerab Zjvania, neemt president Edoeard Sjevardnadze ontslag: de Rozenrevolutie.
- 26 - Het supersonische passagiersvliegtuig Concorde maakt zijn laatste vlucht.

december
- 7 - Prinses Catharina-Amalia, de eerste dochter van Prins Willem-Alexander en Prinses Maxima, wordt geboren om 17.01 uur in het Bronovo-ziekenhuis in Den Haag.
- 12 - De Nederlandse Hervormde Kerk, de Gereformeerde Kerken in Nederland en de Evangelisch-Lutherse Kerk besluiten samen te gaan. Daarmee voltooien ze het Samen op Weg-proces.
- 13 - Saddam Hoessein wordt gevonden in de kelder van een boerderij dicht bij zijn geboorteplaats Tikrit. Zijn arrestatie wordt bekendgemaakt door de Amerikaanse bewindvoerder in Irak, Paul Bremer, met de woorden: "Dames en heren, wij hebben hem!" (Ladies and gentlemen, we've got him!)
- 26 - Om 5.26 uur treft een zware aardbeving (6,3 op de schaal van Richter) de Iraanse stad Bam. Meer dan 43.000 mensen verliezen hierbij het leven.

zonder datum
- Vondst van resten van de Floresmens.
- De Rooms-Katholieke Kerk in Nederland herdenkt dat er 150 jaar geleden, in 1853, weer bisschoppen in Nederland gevestigd mochten zijn. Onder andere vindt er een tentoonstelling plaats in het museum Museum Catharijneconvent in Utrecht van de schatten uit het Vaticaan.
- NASA legt voor het laatst contact met de ruimtesonde Pioneer 10, gelanceerd in 1972.

## Muziek

### Klassieke muziek
- 2 februari: eerste uitvoering van Still van Thomas Larcher
- 2 februari: eerste uitvoering van het pianoconcert Mind van Jukka Tiensuu
- 7 februari: eerste uitvoering van Lamentate van Arvo Pärt
- 2 april: eerste uitvoering van Quatre instants van Kaija Saariaho voor zangstem en piano
- 30 april: eerste uitvoering van My father knew Charles Ives van John Adams
- 2 mei: eerste uitvoering van Marching to Carcasonne van Alexander Goehr voor piano en twaalf instrumentalisten
- 29 juni: eerste uitvoering van Pianoconcert nr. 2 van Kalevi Aho
- 1 augustus: eerste uitvoering van Quatre instants van Kaija Saariaho voor zangstem en orkest
- 16 augustus: eerste uitvoering van Twaalfde symfonie van Kalevi Aho
- 11 september: eerste uitvoering van Septembersymfonie van Wojciech Kilar
- 12 september: eerste uitvoering van Oxymoron van Erkki-Sven Tüür
- 30 september: eerste uitvoering van het Concert voor orkest van Magnus Lindberg
- 9 oktober: eerste uitvoering van Symfonie nr. 81 van Leif Segerstam
- 22 oktober: eerste uitvoering van Symfonie nr. 5 van Arthur Butterworth
- 23 oktober: eerste uitvoering van The Dharma at Big Sur van John Adams
- 31 oktober: eerste uitvoering van Symfonie nr. 5 van Leonardo Balada
- 27 november: eerste uitvoering van Fluitconcert van Kalevi Aho
- 3 december: eerste uitvoering van Symfonie van Julian Anderson

## Beeldende kunst

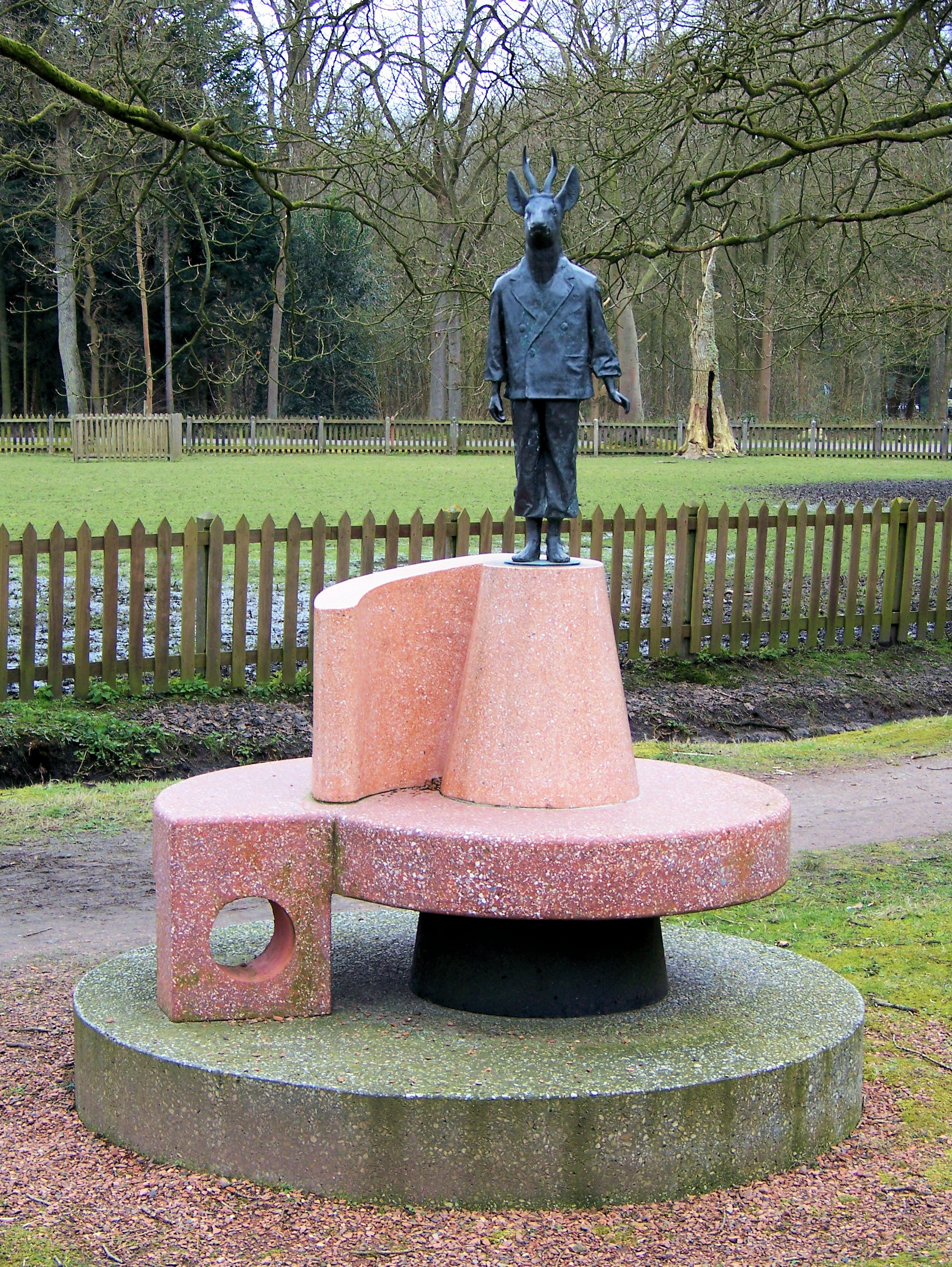
Aktion (2003), Nicolas Dings, Assen
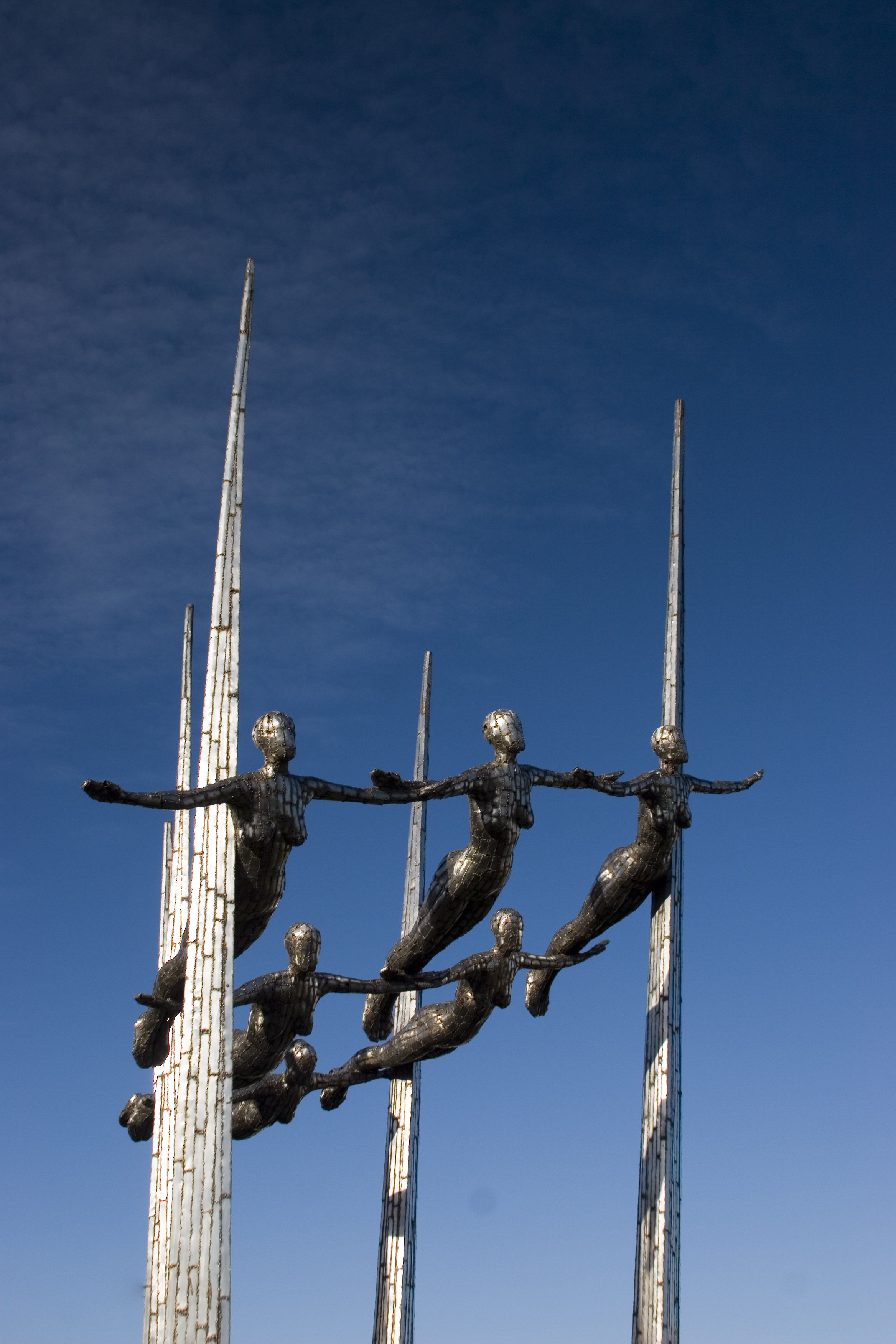
Formation (2003), Rick Kirby, Ipswich
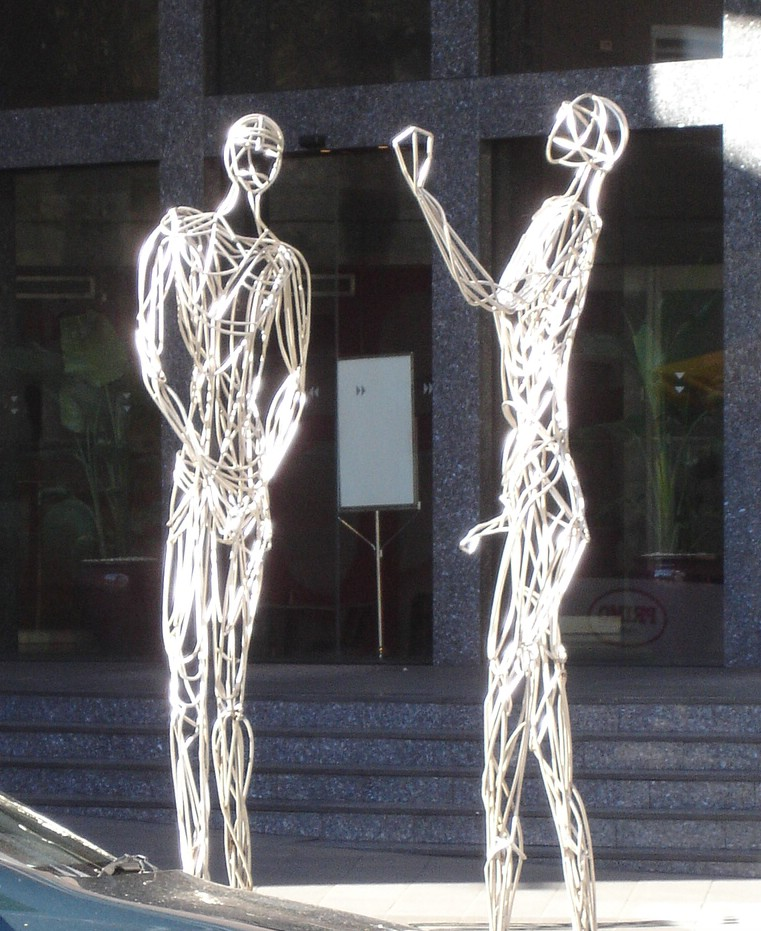
A Walk in Time (2003) Dominique Sutton, George Street, Sydney

## Bouwkunst

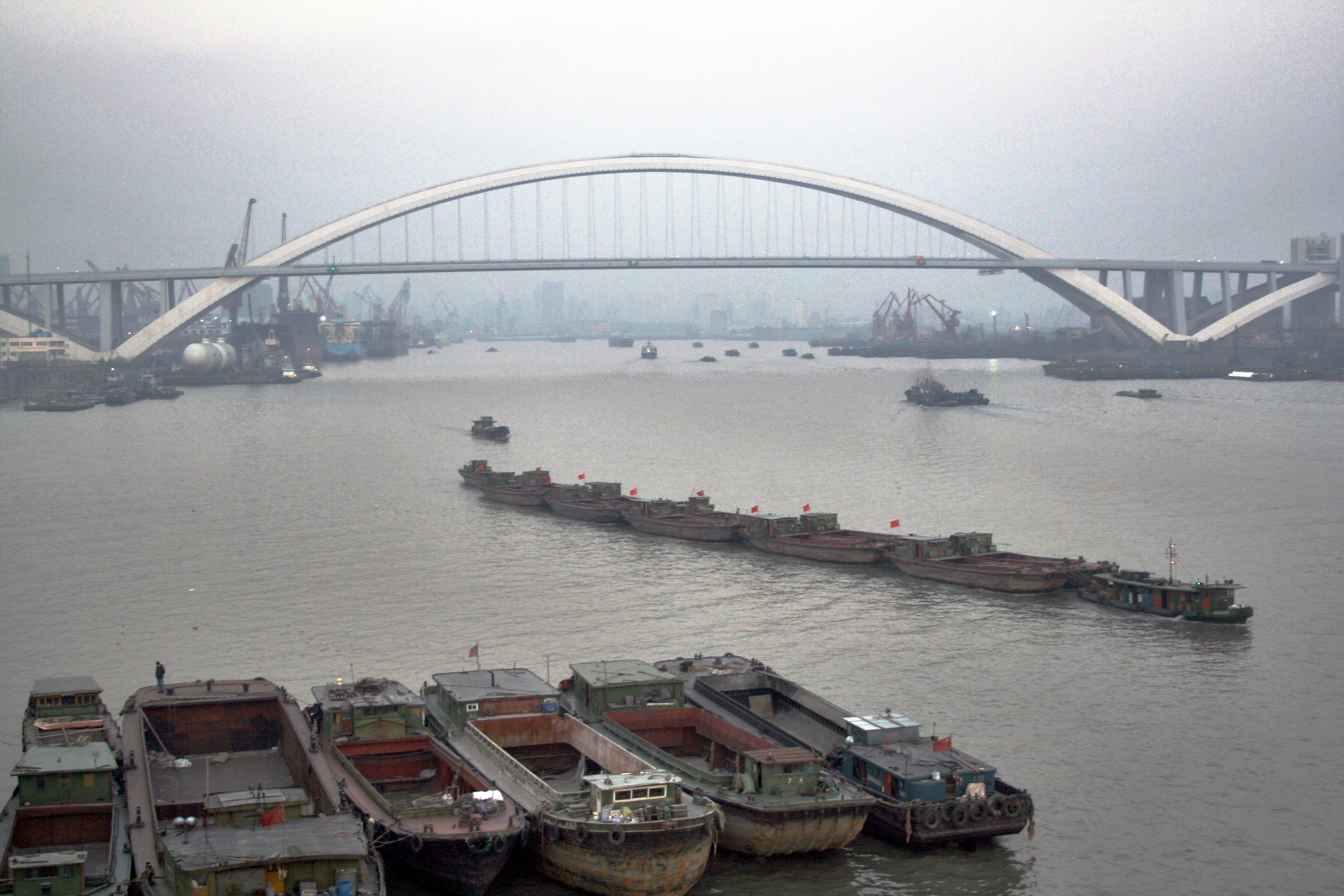
Lupubrug, Sjanghai (2003)

## Geboren

### Januari
- 2 - Stefan Nillessen, Nederlands atleet
- 2 - Elye Wahi, Frans-Ivoriaans voetballer
- 3 - Greta Thunberg, Zweeds klimaatactiviste
- 5 - Jolien Knollema, Nederlands volleybalster
- 6 - Max Mies, Nederlands zanger en acteur
- 11 - Britte Stuut, Nederlands volleybalster
- 13 - Reece Ushijima, Amerikaans-Japans autocoureur
- 15 - Aleksander Buksa, Pools voetballer
- 15 - Akari Takeshige, Japans voetbalster
- 16 - Ahmetcan Kaplan, Turks voetballer
- 17 - Else Talsma, Nederlands actrice
- 19 - Felix Afena-Gyan, Ghanees voetballer
- 19 - Jack Alexy, Amerikaans zwemmer
- 19 - Sanne de Goede, Nederlands voetbalster
- 19 - Ilaix Moriba, Guinee-Bissaus-Spaans voetballer
- 19 - Christian Rasmussen, Deens voetballer
- 20 - Jack Doohan, Australisch autocoureur
- 20 - Floris Smand, Nederlands voetballer
- 23 - Sterre Koning, Nederlands youtuber, zangeres en actrice
- 24 - Aurélie Csillag, Zwitsers voetbalster
- 24 - Hugo Novoa, Spaans voetballer
- 24 - Johnny Orlando, Canadees singer-songwriter
- 26 - Senne Knaven, Nederlands-Belgisch wielrenster
- 29 - Simon Dalby, Deens wielrenner
- 29 - Jarell Quansah, Engels-Schots voetballer
- 29 - Gretchen Walsh, Amerikaans zwemster
- 31 - Brooke Monk, Amerikaans influencer

### Februari
- 2 - Julius Dirksen, Nederlands voetballer
- 2 - Dusty Henricksen, Amerikaans snowboarder
- 2 - Alyssa Polites, Australisch wielrenster
- 4 - Floor Oussoren, Nederlands voetbalster
- 5 - María Ólafsdóttir Grós, IJslands voetbalster
- 5 - Gabriele Raccagni, Italiaans wielrenner
- 6 - Yara Helderman, Nederlands voetbalster
- 6 - Marius Zug, Duits autocoureur
- 7 - Fenna Meijer, Nederlands voetbalster
- 8 - Aiko Beemsterboer, Nederlands actrice
- 8 - Mika Biereth, Deens-Engels voetballer
- 10 - Emely de Heus, Nederlands autocoureur
- 10 - Max Rosenfelder, Duits voetballer
- 11 - Guus Baars, Nederlands voetballer
- 11 - Alessandro Famularo, Venezolaans autocoureur
- 11 - Lisanne Gräwe, Duits voetbalster
- 13 - Milan Smit, Nederlands voetballer
- 16 - Martin Baturina, Kroatisch voetballer
- 16 - Cuiabano, Braziliaans voetballer
- 19 - Anselmo García Mac Nulty, Iers-Spaans voetballer
- 21 - Selma Pettersen, Noors voetbalster
- 22 - Yuven Sundaramoorthy, Amerikaans-Indiaas autocoureur
- 25 - Sophie te Brake, Nederlands voetbalster
- 26 - Levi Colwill, Engels voetballer
- 26 - Lim Eun-soo, Zuid-Koreaans kunstschaatsster
- 27 - Dillon Hoogewerf, Nederlands-Nigeriaans voetballer
- 28 - Florian Kajamini, Italiaans-Nederlands wielrenner

### Maart
- 3 - Tuana Mahmoud, Duits-Turks voetbalster
- 3 - Benjamin Tahirović, Bosnisch-Zweeds voetballer
- 4 - Justin Treichel, Duits voetballer
- 5 - Alena Bienz, Zwitsers voetbalster
- 5 - Riola Xhemaili, Zwitsers voetbalster
- 6 - Zoë Brouwer, Nederlands voetbalster
- 6 - Isabelle Nottet, Nederlands voetbalster
- 9 - Michelle Velzeboer, Nederlands shorttrackster
- 10 - Li Fanghui, Chinees freestyleskiester
- 10 - Else Praasterink - Nederlands schoonspringster
- 12 - Pauline van de Pol, Nederlands voetbalster
- 14 - Fabio Di Michele Sanchez, Duits-Italiaans voetballer
- 16 - Matilda Vinberg, Zweeds voetbalster
- 17 - Dennis Hauger, Noors autocoureur
- 21 - Abbi Pulling, Brits autocoureur
- 22 - Sergio García, Spaans motorcoureur
- 23 - Tommaso Baldanzi, Italiaans voetballer
- 23 - Emma Snerle, Deens voetbalster
- 23 - Megan Stott, Amerikaans actrice
- 26 - Tereza Bábíčková, Tsjechisch autocoureur
- 28 - Susan Schut, Nederlands volleybalster
- 28 - Thea Sørbo, Noors voetbalster
- 29 - Elfi Maass, Nederlands voetbalster
- 31 - Grace Clinton, Engels voetbalster

### April
- 2 - Stav Lemkin, Israëlisch-Spaans voetballer
- 3 - Athinna Persson Lundgren, Zweeds voetbalster
- 4 - Jannes Heuvelmans, Nederlands zanger en acteur
- 7 - Lennard Hartjes, Nederlands voetballer
- 11 - Aksel Rykkvin, Noors zanger
- 11 - Kauã Santos, Braziliaans voetballer
- 12 - Elisha Kruize, Nederlands voetbalster
- 15 - Matteo Renzulli, Belgisch voetballer
- 15 - Matías Soulé, Argentijns-Italiaans voetballer
- 17 - Milicia Keijzer, Nederlands voetbalster
- 21 - Jill Duijzer, Nederlands voetbalster
- 21 - Xavi Simons, Nederlands voetballer
- 22 - Charlotte Hulst, Nederlands voetbalster
- 24 - Julia Wattilete, Nederlands voetbalster
- 25 - Arnau Martínez, Spaans voetballer
- 29 - Francesca Barale, Italiaans wielrenster
- 29 - Alayah Pilgrim, Zwitsers voetbalster

### Mei
- 1 - Lizzy Greene, Amerikaans actrice
- 2 - Trey Alexander, Amerikaans basketballer
- 4 - Isa Dekker, Nederlands voetbalster
- 5 - Carlos Alcaraz, Spaans tennisser
- 5 - Dewi Snippe, Nederlands voetbalster
- 10 - Floor Spaan, Nederlands voetbalster
- 11 - Sarah Mattner-Trembleau, Duits voetbalster
- 12 - Madeleine McCann, Britse kleuter die sinds 3 mei 2007 vermist is
- 13 - Javi Guerra, Spaans voetballer
- 14 - Nicola Marinangeli, Italiaans autocoureur
- 14 - Sofia Nadyrsjina, Russisch snowboardster
- 14 - Shiloh 't Zand, Nederlands-Surinaams voetballer
- 16 - Elijah Velland, Nederlands voetballer
- 21 - Ousmane Dieng, Frans basketballer
- 21 - Elma Junttila Nelhage, Zweeds voetbalster
- 21 - Hwang Sun-woo, Zuid-Koreaans zwemmer
- 22 - Christine Mboma, Namibisch atlete
- 22 - Emma O'Croinin, Canadees zwemster
- 23 - Luna van Kampen, Nederlands singer-songwriter
- 23 - Anna Sandberg, Zweeds voetbalster
- 27 - Xavier Artigas, Spaans motorcoureur
- 27 - Franco Colapinto, Argentijns autocoureur
- 27 - Jonathan Vervenne, Belgisch wielrenner
- 31 - Suus van der Drift, Nederlands voetbalster
- 31 - Benjamin Šeško, Sloveens voetballer
- 31 - Jakob Söderqvist, Zweeds wielrenner
- 31 - Pierre Thierry, Frans wielrenner

### Juni
- 6 - Facundo González, Uruguayaans voetballer
- 10 - Camilla Küver, Duits voetbalster
- 13 - Naci Ünüvar, Turks-Nederlands voetballer
- 15 - Pablo Barrios, Spaans voetballer
- 20 - Federico Biagini, Italiaans wielrenner
- 20 - Bastian Buus, Deens autocoureur
- 22 - Elles Dambrink, Nederlands volleybalster
- 23 - Elise Uijen, Nederlands wegwielrenster
- 24 - Nikée van Dijk, Nederlands voetbalster
- 24 - Loreta Lulaj, Kosovaars-Duits voetbalster
- 25 - Jack William Miller, Amerikaans autocoureur
- 26 - Valentín Gómez, Argentijns voetballer
- 26 - Maurits Kjærgaard, Deens voetballer
- 27 - Irina Sidorkova, Russisch autocoureur
- 28 - Yaël Mollink, Nederlands voetbalster
- 29 - Jude Bellingham, Engels voetballer
- 30 - Sergi Darder, Spaans wielrenner
- 30 - Marine Jehaes, Belgisch atlete
- 30 - Ole Kroes, Nederlands acteur

### Juli
- 1 - Reshad de Gerus, Frans autocoureur
- 5 - Espen van Ee, Nederlands voetballer
- 5 - Kathrine Møller Kühl, Deens voetbalster
- 10 - Matteo Nannini, Italiaans autocoureur
- 14 - Senna Koeleman, Nederlands voetbalster
- 17 - Alex García, Mexicaans autocoureur
- 17 - Jade Vansteenkiste, Belgische gymnaste
- 18 - Emma Severini, Italiaans voetbalster
- 20 - Joshua Giddings, Brits wielrenner
- 20 - Oliwia Szymczak, Pools voetbalster
- 25 - Tom Fellows, Engels voetballer
- 26 - Emma Færge, Deens voetbalster
- 26 - Can Öncü, Turks motorcoureur
- 26 - Deniz Öncü, Turks motorcoureur
- 26 - Cecilía Rán Rúnarsdóttir, IJslands voetbalster
- 26 - Auður Sveinbjörnsdóttir Scheving, IJslands voetbalster
- 27 - Louis Foster, Brits autocoureur
- 29 - Renato Veiga, Portugees voetballer
- 31 - Jan Castellon, Spaans wielrenner
- 31 - Calvin Ramsay, Schots voetballer

### Augustus
- 5 - Callum Thornley, Brits wielrenner
- 7 - Nikki de Haan, Nederlands voetbalster
- 7 - Kayne van Oevelen, Nederlands voetballer
- 9 - Johan Dorussen, Nederlands wielrenner
- 13 - Lilli Purtscheller, Oostenrijks voetbalster
- 13 - Brieuc Rolland, Frans wielrenner
- 18 - Youri Regeer, Nederlands voetballer
- 19 - Bahattin Sofuoğlu, Turks motorcoureur
- 20 - Gabriël van België, Belgisch prins
- 20 - Théo Pourchaire, Frans autocoureur
- 20 - Piotr Wiśnicki, Pools autocoureur
- 21 - Adrián Huertas, Spaans motorcoureur
- 21 - Alex Scott, Engels voetballer
- 24 - Alexandre Coste, Monegaskisch persoon
- 24 - Aljona Kostornaja, Russisch kunstschaatsster
- 24 - Clémence Latimier, Frans wielrenner
- 26 - Fien Enghels, Belgische gymnaste
- 26 - Veerle van Spijk, Nederlands voetbalster
- 26 - Sam de Visser, Belgisch zwemmer
- 28 - Kiko Porto, Braziliaans autocoureur
- 29 - Gregossan, Nederlands rapper
- 30 - Alessandro Romele, Italiaans wielrenner

### September
- 1 - James Hedley, Brits autocoureur
- 3 - Eileen Gu, Chinees-Amerikaans freestyleskiester
- 3 - Lieke de With, Nederlands voetbalster
- 4 - Carrie Jones, Welsh voetbalster
- 4 - Tang Muhan, Chinees zwemster
- 7 - Diego Luna, Amerikaans-Mexicaans voetballer
- 7 - Sangay Tenzin, Bhutanees zwemmer
- 8 - Haimar Etxeberria, Spaans wielrenner
- 8 - Sam Maisonobe, Frans wielrenner
- 8 - Matías Zagazeta, Peruviaans autocoureur
- 9 - Laura Blindkilde, Engels voetbalster
- 12 - Omar El Hilali, Marokkaans-Spaans voetballer
- 14 - Robine de Ridder, Nederlands voetbalster
- 15 - John Bennett, Brits autocoureur
- 16 - Claude Kiambe, Nederlands zanger
- 17 - Rosa Entius, Nederlands volleybalster
- 16 - Flora Perkins, Brits wielrenster
- 23 - Mathys Rondel, Frans wielrenner
- 30 - Bryce Aron, Amerikaans autocoureur
- 30 - Nina Gademan, Nederlands autocoureur
- 30 - Inez van der Veen, Nederlands voetbalster

### Oktober
- 1 - Weslley Patati, Braziliaans-Portugees voetballer
- 5 - Pam Korsten, Nederlands handbalster
- 6 - Yasin Ayari, Zweeds-Tunesisch voetballer
- 7 - Zane Maloney, Barbadiaans autocoureur
- 7 - Dieke van Straten, Nederlands voetbalster
- 8 - Lieke Vis, Nederlands voetbalster
- 8 - Milan Zonneveld, Nederlands voetballer
- 12 - Laura Dankelman, Nederlands voetbalster
- 16 - Alice Sombath, Frans voetbalster
- 20 - Ludovico Crescioli, Italiaans wielrenner
- 20 - Sophia Gennusa, Amerikaans actrice
- 23 - Sofie Vermeer, Nederlands voetbalster
- 25 - Petar Sučić, Bosnisch-Kroatisch voetballer
- 27 - Joshua Dürksen, Paraguayaans-Duits autocoureur
- 30 - Omari Hutchinson, Jamaicaans-Engels voetballer
- 30 - António Silva, Portugees voetballer
- 31 - Marius Könkkölä, Fins voetballer

### November
- 1 - Milan Lanhove, Belgisch wielrenner
- 1 - Gio Swikker, Nederlands zanger
- 1 - Carlotta Wamser, Duits voetbalster
- 5 - Wilfried Gnonto, Italiaans-Ivoriaans voetballer
- 6 - Niklas Behrens, Duits wielrenner
- 6 - Wendy Ruijfrok, Nederlands freerunner en actrice
- 7 - Milos Kerkez, Hongaars-Servisch voetballer
- 7 - Cason Wallace, Amerikaans basketballer
- 8 - Louise Mountbatten-Windsor, Brits prinses
- 13 - Mayke Lindner, Nederlands voetbalster
- 13 - Salma Paralluelo, Spaans atlete/voetbalster
- 17 - Jakob Breum, Deens voetballer
- 17 - Lynn Groenewegen, Nederlands voetbalster
- 17 - Callum Hedge, Nieuw-Zeelands autocoureur
- 17 - Puck Hoogers, Nederlands volleybalster
- 19 - Yáser Asprilla, Colombiaans voetballer
- 21 - Nadine Böhi, Zwitsers voetbalster
- 21 - Carlos García, Mexicaans wielrenner
- 21 - Giulio Pellizzari, Italiaans wielrenner
- 22 - Emily Cedeño, Panamees voetballer
- 24 - Lucas Beraldo, Braziliaans voetballer
- 26 - Leonard Miller, Canadees basketballer
- 27 - Cecilia van Zuthem, Nederlands wielrenster
- 28 - Konstantinos Koulierakis, Grieks voetballer
- 28 - Sondre Orjasæter, Noors voetbalster

### December
- 1 - Gabriel Vidović, Kroatisch-Duits voetballer
- 2 - Minke van Hoef, Nederlands voetbalster
- 4 - Ousmane Diomandé, Ivoriaans voetballer
- 6 - Sebastian Białecki, Pools darter
- 6 - Lauren Glotzbach, Nederlands voetbalster
- 7 - Catharina-Amalia der Nederlanden, Nederlands prinses
- 9 - Imke Kessels, Nederlands voetbalster
- 11 - Diede van Oorschot, Nederlands shorttrackster
- 13 - Jhon Durán, Colombiaans voetballer
- 13 - Indy Godschalk, Nederlands judoka
- 18 - Amanda Andradóttir, Noors-IJslands voetbalster
- 19 - Bonny Lammers, Nederlands voetbalster
- 19 - Tyrique Mercera, Curaçaos-Nederlands voetballer
- 19 - Hugo Sotelo, Spaans voetballer
- 20 - Oumar Diakité, Ivoriaans voetballer
- 20 - India Fowler, Brits actrice
- 20 - Leopold Querfeld, Oostenrijks voetballer
- 21 - Esther Makken, Nederlands voetbalster
- 23 - Isak Jensen, Deens voetballer
- 23 - Ena Mahmutovic, Duits voetbalster
- 28 - Diego Coppola, Italiaans-Nederlands voetballer
- 28 - Pim Saathof, Nederlands voetballer
- 28 - Maja Sternad, Duits-Sloveens voetbalster
- 31 - Calab Law, Australisch atleet

## Weerextremen in België
- 2 januari: hoogste etmaalgemiddelde temperatuur ooit op deze dag: 10,9 °C en hoogste maximumtemperatuur: 13,2 °C.
- 29 januari: hoogste etmaalsom van de neerslag ooit op deze dag (samen met 1995): 19 mm.
- 24 maart: hoogste maximumtemperatuur ooit op deze dag: 21,1 °C.
- juni: juni met hoogste gemiddelde minimumtemperatuur: 14,4 °C (normaal 11,3 °C).
- juni: juni met hoogste gemiddelde temperatuur: 19,3 °C (normaal 15,5 °C).
- 16 juli: hoogste etmaalgemiddelde temperatuur ooit op deze dag: 26 °C.
- 6 augustus: hoogste etmaalgemiddelde temperatuur ooit op deze dag: 27,2 °C.
- 6 augustus - maximumtemperaturen tot 37,6 °C in Han-sur-Lesse en 38 °C in Wasmuel nabij Bergen.
- 7 augustus: hoogste etmaalgemiddelde temperatuur ooit op deze dag: 27,8 °C en hoogste maximumtemperatuur: 33,9 °C.
- 8 augustus - maximumtemperatuur tot 38,6 °C in de Gaume. Record tijdens deze hittegolf.
- 11 augustus: hoogste etmaalgemiddelde temperatuur ooit op deze dag: 26,1 °C.
- 12 augustus: hoogste etmaalgemiddelde temperatuur ooit op deze dag: 28 °C en hoogste maximumtemperatuur: 34,4 °C.
- zomer: zomer met hoogste gemiddelde temperatuur: 19,7 °C (normaal 17,0 °C).
- 20 september: hoogste maximumtemperatuur ooit op deze dag: 29,9 °C.
- 21 september: hoogste maximumtemperatuur ooit op deze dag: 28 °C.
- 22 september: hoogste etmaalgemiddelde temperatuur ooit op deze dag: 21,3 °C.
- 24 oktober: laagste etmaalgemiddelde temperatuur ooit op deze dag: 0,5 °C en laagste minimumtemperatuur: −3,4 °C.
- 23 november: hoogste etmaalgemiddelde temperatuur ooit op deze dag: 13,9 °C.
- 24 november: hoogste etmaalgemiddelde temperatuur ooit op deze dag: 13,8 °C en hoogste maximumtemperatuur: 15,7 °C.

Bron: KMI Gegevens Ukkel 1901-2003 met aanvullingen 

## Weerextremen in Nederland
- 6 t/m 9 augustus: Op vier achtereenvolgende dagen werd het ergens in Nederland 35,0 °C of meer. Dit is nog nooit voorgekomen sinds het begin van de metingen in 1901.[3]